# Kolie Allen
Kolie Allen (* 17. März 2000) ist eine US-amerikanische Tennisspielerin.

## Karriere
Allen spielt bislang vorrangig auf der ITF Women’s World Tennis Tour, wo sie bislang einen Titel im Doppel gewinnen konnte.

### College Tennis
Allen spielt seit 2018 für die Damentennismannschaft Buckeyes der Ohio State University.

## Turniersiege

### Doppel
| Nr. | Datum         | Turnier    | Kategorie | Belag     | Partnerin   | Finalgegnerinnen             | Ergebnis         |
| --- | ------------- | ---------- | --------- | --------- | ----------- | ---------------------------- | ---------------- |
| 1.  | 23. Juli 2022 | Evansville | ITF W60   | Hartplatz | Ava Markham | Kylie Collins Ashlyn Krueger | 3:6, 6:1, [10:3] |